# Цукітате Норіо
Норіо Цукітате (яп. 築舘 範男; нар. 2 квітня 1960, Префектура Айті, Японія) — японський футболіст та тренер.

## Кар'єра гравця
Народився в префектурі Айті. Випускник Старшої школи Тойота Ніші. По завершенні навчання приєднався до клубу «Тойота Мотор Корпорейшн», який виступав у Японській футбольній лізі 2 (попередник другого дивізіону Джей-ліги). У команді виступав з 1979 по 1988 рік.

## Кар'єра тренера

### Початок тренерської кар'єри
По завершенні кар'єри гравця розпочав тренерську діяльність. У 1992 році призначений головним тренером «Наґої Грампус». Також працював тренером у юнацькій команді та скаутом, а також директором Старшої школи університету Ніхона Бунрі. З 2002 по 2005 рік тренував молодіжну команду «Сімідзу С-Палс».

### Збірна Гуаму
Очолював збірну Гуаму з лютого 2005 по 2009 рік. У березні 2009 року під керівництвом японського фахівця у першому турі групового етапу попереднього раунду Східноазійського футбольного чемпіонату 2010 гуамці очолили турнірну таблицю.

### Юнацька збірна Східного Тимору U-19
Очолював юнацька збірна Східного Тимору U-19 на юнацькому чемпіонаті АФФ (U-19). Під керівництвом Цукітате Східний Тимор фінішував на 3-у місці групового етапу вище вказаного турніру.

### Жіноча збірна Бангладешу
У жовтні 2014 року Норіо призначили головним тренером жіночої збірної Бангладеш. Бангладешська збірна стала першою жіночою командою в кар'єрі японця. Перед Цукітате було поставлене завдання підготувати команду до жіночого чемпіонату Південної Азії 2014 року. Також виконував обов'язки консультанта збірної U-16 на дівочому чемпіонаті Азії U-16 2015 року.

### Збірна Бутану
Цукітате був призначений тренером національної збірної Бутану, замінивши на цій посаді Чокея Німу, який тренував команду у першому раунді кваліфікації чемпіонату світу 2018 року. Його першим завданням на посаді головного тренера бутанської збірної було успішно пройти другий раунд кваліфікації.
В останньому матчі кваліфікації для Бутану, проти Мальдів, у нього виникли розбіжності з керівником команди Хішеєм Церінгом щодо вибору гравців, які повинні були вийти в стартовому складі. Цукітате стверджував, що Хішей намагався перебрати на себе обов'язки головного тренера, в той час як Хішей заявив, що висловлював занепокоєння щодо того, що гравці повинні були грати на незвичних для себе позиціях. Норіо залишив команду через півтори години після того, як попросив покинути тренерський місток Церінга, який також є віце-президентом Федерації футболу Бутану. На цьому робота Цукітате на посаді головного тренера збірної Бутану завершилася. До наступного матчу кваліфікації виконувачем обов'язки головного тренера збірної Бутану було призначено колишнього асистента Норіо — Пему.

### Повернення до Східного Тимору
У травні 2018 року Цукітате повернувся до Східного Тимору, де очолив національну та олімпійську збірні країни. Проте вже через рік його замінив Фабіано Флори. Норіо поскаржився, що роботи з реконструкції на Національному стадіоні Східного Тимору в Ділі ще більше затягнулися, через що Східний Тимор не міг приймати жодних міжнародних матчів на території країни.

## Досягнення

### Як тренера
юнацька збірна Східного Тимору U-19
- Юнацький чемпіонат АФФ (U-19)
  -  Бронзовий призер (1): 2013

Бангладеш (жіноча)
- Жіночий чемпіонат АФФ
  - 1/2 фіналу (1): 2014